# Carlos C. Castañeda
Carlos Cleto Castañeda (nacido en 1858, - † Buenos Aires, 30 de abril de 1931)  fue uno de los primeros pobladores de la Villa Formosa, hoy Ciudad de Formosa. Además fue 6 veces electo intendente municipal.

## Su vida en Formosa
Llegó a Formosa en 1880 dedicándose a las actividades mercantiles. Fue fundador y primer presidente de la Biblioteca Popular Martín Ruiz Moreno y de la Asociación Protectora de la Educación, ejerció las funciones de Encargado Escolar, Concejal Municipal y colaborador de la Sociedad de Beneficencia que atendía el Hospital de Caridad
En 1896 tenía su residencia en la Manzana N⁰. 179 solares a) y c) del pueblo de Formosa, donde actualmente se encuentra el Colegio Santa Isabel, poseía varios lotes en la zona urbana y en la colonia; mantuvo correspondencia con Luis Jorge Fontana, de donde surgió en 1911 la Carta Abierta
Formó su hogar con Luisa A. Semorille, maestra correntina que ejerció la docencia en la Villa desde 1893, quién fundó la escuela N⁰. 2 Sarmiento. El 1 de marzo de 1896.
A partir de 1913, ocupaba un campo sobre el río Bermejo, en territorio formoseño, a 20 km, de Presidencia Roca, y ubicado en el Lote 17 sección 4ª. El informe de Inspección de Tierras de 1918 - 1919, dejaba sentado que Castañeda tenía buenos antecedentes personales, era hombre activo y de iniciativas y su radicación definitiva y conveniente en esos lugares que ocupa, importará un beneficio para el mayor progreso del Territorio.
Las mejoras consistían en casa de estanteo, corral, alambrado, hacienda vacuna y caballar, herramienta, carro, y una pequeña parcela de maíz.
Juan Pablo Duffard lo conceptuaba como un desinteresado vecino, dotado de sentimientos humanitarios y altruistas.
Falleció en Buenos Aires el 30 de abril de 1931, a la edad de 73 años